# Zongozotla
Zongozotla è una municipalità dello stato di Puebla, nel Messico centrale, il cui capoluogo è la località omonima.
Conta 4.599 abitanti (2010) e ha una estensione di 36,73 km². 	 	
Il significato del nome della località in lingua nahuatl è luogo in cui abbonda il pino di Montezuma.